# علم السيميا
undefined
علم السيميا قد يطلق على ما هو غير الحقيقي من السحر وهو المشهور. وحاصله إحداث مثالات خيالية في الجو لا وجود لها في الحس وقد يطلق على إيجاد تلك المثالات بصورها في الحس فحينئذ يظهر بعض الصور في جوهر الهواء فتمول سريعة لسرعة تغير جوهر الهواء ولا مجال لحفظ ما يقبل من الصورة في زمان طويل لرطوبته فيكون سريع القبول وسريع الزوال.